# Tapetenwechsel (Fernsehsendung)
Tapetenwechsel (Untertitel Die Sendung für Wohnsinnige) war eine vom Bayerischen Rundfunk ausgestrahlte Heimwerker-Fernsehsendung, die auf der britischen BBC-Serie Changing Rooms basierte. Produziert wurde die Sendung für den Bayerischen Rundfunk von den Unternehmen Gruner + Jahr Funk- und Fernsehproduktion (bis 2002) und MedienKontor FFP (ab 2004). Die Erstausstrahlung erfolgte am 13. Januar 1998, die letzte Folge wurde am 17. August 2006 gesendet.

## Inhalt
Die Doku-Soap behandelte als erste deutschsprachige Sendung die Themenfelder Wohnen und Renovieren mit Blickpunkt auf die handwerklichen Tätigkeiten von Amateuren. Wesentliche Elemente der Handlung waren die Umsetzung von Design-Tipps unter professioneller Anleitung, der enge zeitliche Rahmen zur Realisierung der Renovierung und die Einschätzung von Stil- und Geschmack der jeweiligen Teams, verbunden mit dem Überraschungseffekt über die tatsächliche Renovierung am Ende der Sendungen. Zur Unterhaltung wurden vor allem die Missgeschicke der Teams dokumentiert und kommentiert. Ernsthafte Tipps zur Renovierung und Design wurden vermittelt und zum Nachlesen als Bastelanleitungen veröffentlicht.
Als Moderator führte anfangs Ursula Heller, später Susanne Rohrer und zuletzt Wolfgang Binder durch die Sendung. Unterstützt wurden sie von Bastl-Wastl, einem Handwerker, der die Teams in allen technischen und handwerklichen Belangen unterstützte. Ideen zur Raumgestaltung und Realisierung wurden von einem professionellen Raumdesigner (Renovierberater), in wechselnder Besetzung, beigesteuert.
Zwei befreundete Kandidaten-Paare (rotes Team und blaues Team) tauschen für zwei Tage ihre Wohnungen und renovieren dabei, innerhalb der vorgegebenen Zeit von 48 Stunden, jeweils ein bestimmtes Zimmer der Freunde nach deren Vorstellungen. Dabei wissen die Teams nicht, was in den eigenen Räumen passiert. Für die Arbeiten bekommen sie je ein Budget von 3000 DM / 1.500 Euro zur Verfügung gestellt. Nach Abschluss der zweitägigen Arbeiten werden die Teams in ihr eigenes Zimmer geführt, das sie zwei Tage lang nicht gesehen haben.

## Ausstrahlung
Die Erstausstrahlung fand beim Bayerischen Rundfunk statt, einzelne Sendungen und Staffeln wurden bei NDR, SWR, HR und RBB als Wiederholung ausgestrahlt.
| Staffel | Erstausstrahlung                    | Tag        | Uhrzeit   |
| ------- | ----------------------------------- | ---------- | --------- |
| 1.      | 13. Januar 1998 bis 21. April 1998  | Dienstag   | 19:00 Uhr |
| 2.      | 23. März 1999 bis 29. Juni 1999     | Dienstag   | 19:00 Uhr |
| 3.      | 11. Januar 2000 bis 30. Mai 2000    | Dienstag   | 19:00 Uhr |
| 4.      | 30. Januar 2001 bis 26. Juni 2001   | Dienstag   | 19:00 Uhr |
| 5.      | 15. Januar 2002 bis 4. Juni 2002    | Dienstag   | 19:00 Uhr |
| 6.      | 2. März 2004 bis 7. September 2004  | Dienstag   | 19:00 Uhr |
| 7.      | 11. Januar 2005 bis 22. März 2005   | Dienstag   | 19:00 Uhr |
| 7.      | 31. März 2005 bis 8. September 2005 | Donnerstag | 19:00 Uhr |
| 8.      | 12. Januar 2006 bis 17. August 2006 | Donnerstag | 19:00 Uhr |